# Vicepresident de Guinea Equatorial
El Vicepresident de Guinea Equatorial és el segon càrrec polític més alt assolible a Guinea Equatorial. Actualment hi ha nomenats dos vicepresidents, que són nomenats pel President de Guinea Equatorial.

## Vicepresidents

### Primer vicepresident
| Títol                | Nom                | Presa de possessió | Cessa en el càrrec | Notes                                  |
| -------------------- | ------------------ | ------------------ | ------------------ | -------------------------------------- |
| Primer Vicepresident | Ignacio Milam Tang | 21 de maig de 2012 | En el càrrec       | Prèviament serví com a primer ministre |

### Segon Vicepresident
| Title               | Name                         | Inaugurated        | Left Office  | Notes                                            |
| ------------------- | ---------------------------- | ------------------ | ------------ | ------------------------------------------------ |
| Segon Vicepresident | Teodoro Nguema Obiang Mangue | 21 de maig de 2012 | En el càrrec | Fill del President Teodoro Obiang Nguema Mbasogo |